# Diocèse orthodoxe bulgare des États-Unis, du Canada et d'Australie
Le diocèse orthodoxe bulgare des États-Unis, du Canada et de l'Australie est une juridiction du Patriarcat de Bulgarie. Son siège est à New York aux États-Unis.
Le diocèse est actuellement dirigé par le métropolite Joseph. Celui-ci est membre du Saint Synode du Patriarcat de toute la Bulgarie.
Il est également membre de la Conférence permanente des Évêques orthodoxes canoniques des Amériques.

## Histoire
L'histoire du diocèse orthodoxe bulgare des États-Unis, du Canada et de l'Australie remonte avant la Seconde Guerre mondiale avec le diocèse orthodoxe bulgare de l'Amérique du Nord et du Sud et de l'Australie. Cependant, du fait de l'établissement d'un gouvernement communiste en Bulgarie après la guerre, les relations entre le diocèse et l'Église de Bulgarie furent perturbées. C'est ainsi que sous la direction du métropolite André (Petkov), le diocèse tenta, à la fin des années 1950, mais sans succès, de se joindre à la Métropolie (Église orthodoxe en Amérique).
En 1964, le métropolite Andrei demanda au Saint-Synode de l'Église de Bulgarie sa reconnaissance et son maintien à la tête du diocèse en Amérique. En conséquence de ce retour au sein de l'Église de Bulgarie, un groupe d'opposants, sous la direction de l'archimandrite Cyrille (Yontchev), rompit avec le métropolite Andrei pour rejoindre l'Église orthodoxe russe hors frontières en fondant une nouvelle juridiction, le diocèse bulgare en exil. Kyrill fut consacré évêque par les évêques de l'Église orthodoxe russe hors frontières. Plus tard, le diocèse bulgare en exil rejoignit l'Église orthodoxe en Amérique sous le nom de diocèse orthodoxe bulgare en Amérique.

## Organisation
Le territoire du diocèse couvre les États-Unis, le Canada et l'Australie.
La cathédrale est la cathédrale Saints-Cyrille-et-Méthode à New York.